# Snedstreckad fältmätare
Snedstreckad fältmätare (Perizoma bifaciata) är en fjärilsart som beskrevs av Adrian Hardy Haworth 1809. Snedstreckad fältmätare ingår i släktet Perizoma och familjen mätare. Enligt den svenska rödlistan är arten nära hotad i Sverige. Arten förekommer i Götaland, Gotland, Öland, Svealand, Nedre Norrland och Övre Norrland. Artens livsmiljö är jordbrukslandskap, havsstränder. Inga underarter finns listade i Catalogue of Life.